# Список кавалеров ордена «За заслуги перед Отечеством» за 2000 год

## Кавалеры ордена II степени
1. 7 февраля 2000 года, № 310 — Липухин, Юрий Викторович — председатель совета директоров акционерного общества «Северсталь», Вологодская область
2. 6 марта 2000 года, № 470 — Савиных, Виктор Петрович — ректор Московского государственного университета геодезии и картографии
3. 10 марта 2000 года, № 478 — Коптев, Юрий Николаевич — генеральный директор Российского авиационно-космического агентства
4. 22 марта 2000 года, № 541 — Жжёнов, Георгий Степанович — артист Государственного академического театра имени Моссовета, город Москва
5. 15 апреля 2000 года, № 688 — Литвинов, Борис Васильевич — академик Российской академии наук, заместитель научного руководителя — начальник лаборатории Российского федерального ядерного центра — Всероссийского научно-исследовательского института технической физики
6. 24 апреля 2000 года, № 714 — Николаев, Михаил Ефимович — Президент Республики Саха (Якутия)
7. 24 апреля 2000 года, № 718 — Игумнов, Геннадий Вячеславович — губернатор Пермской области
8. 1 июля 2000 года, № 1217 — Пугин, Николай Андреевич — президент акционерного общества «ГАЗ», Нижегородская область
9. 4 июля 2000 года, № 1241 — Зуев, Владимир Евсеевич — академик, главный научный сотрудник Института оптики атмосферы Сибирского отделения Российской академии наук, Томская область
10. 25 июля 2000 года, № 1365 — Копелев, Владимир Ефимович — генеральный директор акционерного общества «Домостроительный комбинат № 1», город Москва
11. 27 октября 2000 года, № 1803 — Новожилов, Генрих Васильевич — академик Российской академии наук, генеральный конструктор акционерного общества «Авиационный комплекс имени С. В. Ильюшина», город Москва
12. 6 ноября 2000 года, № 1845 — Аяцков, Дмитрий Фёдорович — губернатор Саратовской области
13. 9 ноября 2000 года, № 1858 — Калери, Александр Юрьевич — летчик-космонавт, бортинженер
14. 18 ноября 2000 года, № 1880 — Плисецкая, Майя Михайловна — артистка балета, город Москва
15. 18 ноября 2000 года, № 1886 — Бесков, Константин Иванович — член совета директоров футбольного клуба «Динамо-Москва»

## Кавалеры ордена III степени
1. 22 января 2000 года, № 97 — Шарков, Александр Николаевич — генеральный директор федерального государственного предприятия «Уральский завод транспортного машиностроения», Свердловская область
2. 10 февраля 2000 года, № 334 — Смирнова, Лидия Николаевна — артистка Государственного театра киноактера, город Москва
3. 14 февраля 2000 года, № 338 — Лебешев, Павел Тимофеевич — кинооператор-постановщик киноконцерна «Мосфильм»
4. 2 марта 2000 года, № 457 — генерал-майор авиации Глазков, Юрий Николаевич — первый заместитель начальника (начальник космической и летной подготовки) Российского государственного научно-исследовательского испытательного центра подготовки космонавтов имени Ю. А. Гагарина
5. 2 марта 2000 года, № 457 — генерал-полковник Климук, Пётр Ильич — начальник Российского государственного научно-исследовательского испытательного центра подготовки космонавтов имени Ю. А. Гагарина
6. 4 марта 2000 года, № 464 — Богачёва, Ирина Петровна — солистка оперы Государственного академического Мариинского театра, город Санкт-Петербург
7. 10 марта 2000 года, № 479 — Бугримова-Буслаева, Ирина Николаевна — председатель совета ветеранов Российской государственной цирковой компании
8. 13 марта 2000 года, № 487 — Швейцер, Михаил Абрамович — кинорежиссер-постановщик киноконцерна «Мосфильм»
9. 17 марта 2000 года, № 537 — Фёдоров, Игорь Борисович — ректор Московского государственного технического университета имени Н. Э. Баумана
10. 30 марта 2000 года, № 606 — Угаров, Алексей Алексеевич — председатель совета директоров акционерного общества «Оскольский электрометаллургический комбинат», Белгородская область
11. 14 апреля 2000 года, № 676 — Федулова, Алевтина Васильевна — председатель Союза женщин России, город Москва
12. 15 апреля 2000 года, № 687 — Глебов, Пётр Петрович — артист Государственного театра киноактера, город Москва
13. 24 апреля 2000 года, № 717 — Магомедов, Магомедали Магомедович — Председатель Государственного Совета Республики Дагестан[1]
14. 24 апреля 2000 года, № 722 — Россель, Эдуард Эргартович — губернатор Свердловской области
15. 26 апреля 2000 года, № 735 — Майоров, Борис Александрович — президент Московского городского хоккейного клуба «Спартак»
16. 26 апреля 2000 года, № 735 — Симонян, Никита Погосович — вице-президент Российского футбольного союза, город Москва
17. 26 апреля 2000 года, № 737 — Старшинов, Вячеслав Иванович — член президиума Российского совета физкультурно-спортивного общества «Спартак», вице-президент Московского городского хоккейного клуба «Спартак»
18. 29 апреля 2000 года, № 779 — Неумывакин, Александр Яковлевич — президент Всероссийского общества слепых, город Москва
19. 6 мая 2000 года, № 825 — Кутафин, Олег Емельянович — ректор Московской государственной юридической академии
20. 18 мая 2000 года, № 886 — Махачев, Гаджи Нухиевич — депутат Государственной думы Федерального собрания Российской Федерации
21. 9 июня 2000 года, № 1090 — Глазунов, Илья Сергеевич — художник, ректор Российской академии живописи, ваяния и зодчества, город Москва
22. 17 июня 2000 года, № 1105 — Кулаков, Владимир Иванович — академик Российской академии медицинских наук, директор Научного центра акушерства, гинекологии и перинатологии Российской академии медицинских наук, город Москва
23. 26 июля 2000 года, № 1378 — Франтенко, Гавриил Степанович — генеральный директор сельскохозяйственного акционерного общества «Белореченское» Усольского района Иркутской области
24. 5 августа 2000 года, № 1425 — Скринский, Александр Николаевич — академик, директор Института ядерной физики имени Г. И. Будкера Сибирского отделения Российской академии наук, Новосибирская область
25. 11 августа 2000 года, № 1491 — Гундяев Владимир Михайлович (митрополит Смоленский и Калининградский Кирилл) — постоянный член Священного Синода Русской православной церкви, председатель Отдела внешних церковных сношений Московского патриархата
26. 17 августа 2000 года, № 1513 — Геращенко, Виктор Владимирович — Председатель Центрального банка Российской Федерации
27. 17 августа 2000 года, № 1517 — Велихов, Евгений Павлович — академик Российской академии наук, президент Российского научного центра «Курчатовский институт», город Москва
28. 26 августа 2000 года, № 1571 — Тодоровский, Пётр Ефимович — кинорежиссер-постановщик киноконцерна «Мосфильм»
29. 29 августа 2000 года, № 1590 — Данелия, Георгий Николаевич — кинорежиссер-постановщик киноконцерна «Мосфильм»
30. 13 сентября 2000 года, № 1644 — Лавров, Кирилл Юрьевич — художественный руководитель Российского государственного академического Большого драматического театра имени Г. А. Товстоногова, город Санкт-Петербург
31. 23 октября 2000 года, № 1924 — Мордюкова, Ноябрина Викторовна — артистка кино, город Москва
32. 7 декабря 2000 года, № 1978 — Магометов, Ахурбек Алиханович — ректор Северо-Осетинского государственного университета имени К. Л. Хетагурова
33. 20 декабря 2000 года, № 2025 — Абаев, Василий Иванович — главный научный сотрудник Северо-Осетинского института гуманитарных исследований Российской академии наук
34. 25 декабря 2000 года, № 2080 — Хуциев, Марлен Мартынович — кинорежиссер-постановщик киноконцерна «Мосфильм», город Москва

## Кавалеры ордена IV степени
1. 11 января 2000 года, № 26 — Шкребец, Анатолий Никитович — прокурор Краснодарского края
2. 17 января 2000 года, № 46 — Трофимов, Николай Николаевич — артист Российского государственного академического Большого драматического театра имени Г. А. Товстоногова, Санкт-Петербург
3. 18 января 2000 года, № 71 — Берлинский, Валентин Александрович — артист квартета имени А. П. Бородина Московской государственной академической филармонии
4. 26 января 2000 года, № 108 — Горевалов, Николай Тарасович — генеральный директор акционерного общества «Завод „Железобетон“», Липецкая область
5. 26 января 2000 года, № 109 — Дудорин, Василий Иванович — заведующий кафедрой Государственного университета управления
6. 26 января 2000 года, № 109 — Поршнев, Анатолий Георгиевич — ректор Государственного университета управления
7. 10 февраля 2000 года, № 333 — Зельдин, Владимир Михайлович — артист Центрального академического театра Российской Армии
8. 15 февраля 2000 года, № 360 — Емельянов, Алексей Михайлович — президент-ректор Российской академии государственной службы при Президенте Российской Федерации
9. 2 марта 2000 года, № 457 — Волынов, Борис Валентинович — полковник в отставке, летчик-космонавт
10. 2 марта 2000 года, № 457 — Каргаполов, Юрий Петрович — полковник, начальник отдела Российского государственного научно-исследовательского испытательного центра подготовки космонавтов имени Ю. А. Гагарина
11. 2 марта 2000 года, № 457 — Леонов, Алексей Архипович — генерал-майор авиации в отставке, лётчик-космонавт
12. 2 марта 2000 года, № 457 — Шаталов, Владимир Александрович — генерал-лейтенант авиации в отставке, летчик-космонавт
13. 4 марта 2000 года, № 464 — Ведрова, Галина Фёдоровна — мастер машинного доения товарищества «Конезавод „Азинский“», Пермская область
14. 4 марта 2000 года, № 467 — Королёв, Владимир Михайлович — генеральный директор Московского акционерного общества «Слава» (Второй часовой завод)
15. 9 марта 2000 года, № 473 — Непокупный, Борис Николаевич — генеральный директор акционерного общества «Спецэлектромонтаж-83», Москва
16. 9 марта 2000 года, № 473 — Плужников, Евгений Григорьевич — генеральный директор акционерного общества, президент фирмы "Проектно-технологический институт по организации и технологии агропромышленного строительства «Фирма „ВПТИагрострой“», город Москва
17. 15 марта 2000 года, № 513 — Дмитриенко, Геннадий Дмитриевич — глава администрации города Байконур, Республика Казахстан
18. 16 марта 2000 года, № 519 — Райков, Геннадий Иванович — депутат, член Комитета Государственной думы Федерального собрания Российской Федерации по безопасности
19. 17 марта 2000 года, № 523 — Лядова, Людмила Алексеевна — композитор, город Москва
20. 20 марта 2000 года, № 536 — Панатов, Геннадий Сергеевич — генеральный директор, генеральный конструктор акционерного общества «Таганрогский авиационный научно-технический комплекс имени Г. М. Бериева», Ростовская область
21. 23 марта 2000 года, № 542 — Касаткина, Людмила Ивановна — артистка Центрального академического театра Российской Армии
22. 23 марта 2000 года, № 542 — Сазонова, Нина Афанасьевна — артистка Центрального академического театра Российской Армии
23. 23 марта 2000 года, № 542 — Чурсина, Людмила Алексеевна — артистка Центрального академического театра Российской Армии
24. 24 марта 2000 года, № 567 — Прошкин, Александр Анатольевич — кинорежиссёр-постановщик киноконцерна «Мосфильм»
25. 29 марта 2000 года, № 600 — Воробьёв, Алексей Петрович — председатель правительства Свердловской области
26. 3 апреля 2000 года, № 619 — Жуков, Василий Иванович — ректор Московского государственного социального университета
27. 3 апреля 2000 года, № 628 — Прокопенко, Алексей Евдокимович — начальник гидрогеологической экспедиции государственного предприятия «Гидроспецгеология», город Москва
28. 3 апреля 2000 года, № 628 — Рогов, Виктор Филиппович — первый вице-президент Российского геологического общества, город Москва
29. 8 апреля 2000 года, № 649 — Савченко, Евгений Степанович — глава администрации Белгородской области
30. 11 апреля 2000 года, № 664 — Зубков, Виктор Алексеевич — заместитель министра Российской Федерации по налогам и сборам, руководитель Управления Министерства Российской Федерации по налогам и сборам по Санкт-Петербургу
31. 12 апреля 2000 года, № 671 — Владимиров, Альберт Ильич — ректор Российского государственного университета нефти и газа имени И. М. Губкина
32. 12 апреля 2000 года, № 672 — Конецкий, Виктор Викторович — писатель, город Санкт-Петербург
33. 18 апреля 2000 года, № 691 — Васильев, Владимир Викторович — художественный руководитель, директор Государственного академического Большого театра России, город Москва
34. 25 апреля 2000 года, № 725 — Белоногов, Анатолий Николаевич — глава администрации Амурской области
35. 25 апреля 2000 года, № 725 — Кондратенко, Николай Игнатович — глава администрации Краснодарского края
36. 25 апреля 2000 года, № 725 — Меркушкин, Николай Иванович — Глава Республики Мордовия
37. 25 апреля 2000 года, № 725 — Филипенко, Александр Васильевич — губернатор, председатель правительства Ханты-Мансийского автономного округа
38. 26 апреля 2000 года, № 735 — Мазор, Пётр Максович — первый заместитель председателя Российского совета физкультурно-спортивного общества «Спартак», город Москва
39. 26 апреля 2000 года, № 736 — Гилилов, Евгений Исаакович — генеральный директор негосударственного учреждения "Комплекс социально-трудовой реабилитации «Контакт» Всероссийского общества слепых, город Санкт-Петербург
40. 26 апреля 2000 года, № 736 — Набойченко, Станислав Степанович — ректор Уральского государственного технического университета, город Екатеринбург
41. 26 апреля 2000 года, № 740 — Бункин, Фёдор Васильевич — академик, директор Научного центра волновых исследований Института общей физики Российской академии наук, город Москва
42. 27 апреля 2000 года, № 756 — Вербицкая, Людмила Алексеевна — ректор Санкт-Петербургского государственного университета
43. 28 апреля 2000 года, № 774 — Ершов, Юрий Леонидович — академик Российской академии наук, директор Института дискретной математики и информатики, Новосибирская область
44. 4 мая 2000 года, № 783 — Горлов, Григорий Кириллович — председатель Ставропольского краевого совета ветеранов (пенсионеров) войны, труда, вооружённых сил и правоохранительных органов
45. 5 мая 2000 года, № 789 — Абалкин, Леонид Иванович — академик, директор Института экономики Российской академии наук, город Москва
46. 6 мая 2000 года, № 824 — Болотнов, Василий Фёдорович — генеральный директор биофармацевтического акционерного общества «ICN Марбиофарм» Республики Марий Эл
47. 6 мая 2000 года, № 827 — Сенкевич, Юрий Александрович — руководитель и ведущий программы «Клуб путешественников» общества «Телекомпания АСС-ТВ», город Москва
48. 6 мая 2000 года, № 839 — Карпов, Александр Иосифович — председатель Орловского областного суда
49. 6 мая 2000 года, № 839 — Козаченко, Александр Николаевич — генеральный директор предприятия по транспортировке и поставкам газа «Мострансгаз», Московская область
50. 12 мая 2000 года, № 843 — Кобченко, Василий Кондратьевич — генеральный конструктор акционерного общества "Авиамоторный научно-технический комплекс «Союз», город Москва
51. 15 мая 2000 года, № 850 — Эшпай, Андрей Яковлевич — композитор, город Москва
52. 15 мая 2000 года, № 853 — Абросимов, Геннадий Егорович — генеральный директор общества "Сарапульское учебно-производственное предприятие «Радиотехника», Удмуртская Республика
53. 15 мая 2000 года, № 855 — Корольков, Владимир Фёдорович — генеральный директор акционерного общества «Яртелеком», Ярославская область
54. 15 мая 2000 года, № 855 — Михальченко, Александр Иванович — генеральный директор акционерного общества «Корпорация Монтажспецстрой», город Москва
55. 17 мая 2000 года, № 860 — Мамишев, Сальбий Нурбиевич — начальник Черноморского зонального управления специализированных санаториев Министерства здравоохранения Российской Федерации, город Сочи Краснодарского края
56. 18 мая 2000 года, № 918 — Миронов, Сергей Павлович — заместитель управляющего делами, генеральный директор Медицинского центра Управления делами Президента Российской Федерации
57. 22 мая 2000 года, № 929 — Комаров, Сергей Васильевич — профессор-консультант кафедры киноведения Всероссийского государственного института кинематографии имени С. А. Герасимова, город Москва
58. 22 мая 2000 года, № 930 — Арчаков, Александр Иванович — академик Российской академии медицинских наук, директор Научно-исследовательского института биомедицинской химии, город Москва
59. 22 мая 2000 года, № 930 — Мартынов, Владлен Аркадьевич — академик Российской академии наук, директор Института мировой экономики и международных отношений, город Москва
60. 25 мая 2000 года, № 935 — Кагаков, Юрий Николаевич — ректор Астраханского государственного технического университета
61. 29 мая 2000 года, № 975 — Лемаев, Николай Васильевич — председатель совета директоров акционерного общества «Нижнекамскнефтехим», Республика Татарстан
62. 29 мая 2000 года, № 975 — Тимофеев, Владимир Савельевич — ректор Московской государственной академии тонкой химической технологии имени М. В. Ломоносова
63. 29 мая 2000 года, № 975 — Швец, Виталий Иванович — проректор по учебной работе Московской государственной академии тонкой химической технологии имени М. В. Ломоносова
64. 29 мая 2000 года, № 977 — Боллоев, Таймураз Казбекович — генеральный директор акционерного общества "Пивоваренная компания «Балтика», город Санкт-Петербург
65. 29 мая 2000 года, № 981 — Глинский, Марк Львович — заместитель генерального директора государственного геологического предприятия «Гидроспецгеология», город Москва
66. 29 мая 2000 года, № 981 — Маланин, Владимир Владимирович — ректор Пермского государственного университета
67. 2 июня 2000 года, № 1008 — Соколов, Эдуард Михайлович — ректор Тульского государственного университета
68. 7 июня 2000 года, № 1061 — Гунбин, Виталий Григорьевич — руководитель Управления Министерства Российской Федерации по налогам и сборам по Красноярскому краю
69. 17 июня 2000 года, № 1106 — Покровский, Анатолий Владимирович — академик Российской академии медицинских наук, руководитель отделения Института хирургии имени А. В. Вишневского, город Москва
70. 17 июня 2000 года, № 1106 — Углов, Фёдор Григорьевич — академик Российской академии медицинских наук, профессор Санкт-Петербургского государственного медицинского университета имени академика И. П. Павлова
71. 17 июня 2000 года, № 1120 — Хасанов, Мансур Хасанович — президент Академии наук Республики Татарстан
72. 21 июня 2000 года, № 1152 — Сидоров, Вениамин Александрович — член-корреспондент, заместитель директора Института ядерной физики имени Г. И. Будкера Сибирского отделения Российской академии наук, Новосибирская область
73. 24 июня 2000 года, № 1165 — Аникович, Всеволод Иванович — директор Государственного историко-архитектурного, художественного и ландшафтного музея-заповедника «Царицыно», город Москва
74. 27 июня 2000 года, № 1194 — Крутских, Борис Андреевич — главный научный сотрудник Государственного научного центра Российской Федерации «Арктический и Антарктический научно-исследовательский институт», город Санкт-Петербург
75. 27 июня 2000 года, № 1194 — Сахаров, Андрей Николаевич — член-корреспондент, директор Института российской истории Российской академии наук, город Москва
76. 1 июля 2000 года, № 1218 — Лучко, Клара Степановна — артистка кино, город Москва
77. 3 июля 2000 года, № 1227 — Завьялов, Михаил Афанасьевич — генеральный директор акционерного общества «Дмитровский трикотаж», Московская область
78. 3 июля 2000 года, № 1227 — Фомин, Борис Михайлович — президент акционерного общества "Концерн «Ростекстиль», город Москва
79. 6 июля 2000 года, № 1252 — Казачковский, Олег Дмитриевич — главный научный сотрудник Государственного научного центра Российской Федерации — Физико-энергетического института имени академика А. И. Лейпунского, Калужская область
80. 6 июля 2000 года, № 1252 — Рожков, Владимир Львович — директор Государственного специализированного проектного института Министерства Российской Федерации по атомной энергии, город Москва
81. 8 июля 2000 года, № 1270 — Райкин, Константин Аркадьевич — художественный руководитель Российского государственного театра «Сатирикон» имени А. И. Райкина, город Москва
82. 12 июля 2000 года, № 1299 — Боярчук, Александр Алексеевич — академик, директор Института астрономии Российской академии наук, город Москва
83. 12 июля 2000 года, № 1299 — Иванов, Михаил Владимирович — академик, директор Института микробиологии Российской академии наук, город Москва
84. 12 июля 2000 года, № 1299 — Курленя, Михаил Владимирович — академик, директор Института горного дела Сибирского отделения Российской академии наук, Новосибирская область
85. 12 июля 2000 года, № 1310 — Вулах, Эдуард Иосифович — директор общества молочного завода «Курганинский», Краснодарский край
86. 25 июля 2000 года, № 1351 — Вороненко, Владимир Никитович — начальник управления по вопросам государственной службы и кадров, заместитель управляющего делами мэрии Москвы
87. 26 июля 2000 года, № 1382 — Ермаков, Валентин Филиппович — председатель Совета Центрального союза потребительских обществ Российской Федерации
88. 1 августа 2000 года, № 1419 — Буренков, Эдуард Константинович — директор Института минералогии, геохимии и кристаллохимии редких элементов, город Москва
89. 1 августа 2000 года, № 1420 — Калугина, Карина Васильевна — начальник научно-производственного комплекса государственного предприятия "Центральный научно-исследовательский институт конструкционных материалов «Прометей», город Санкт-Петербург
90. 5 августа 2000 года, № 1425 — Хохлов, Александр Фёдорович — ректор Нижегородского государственного университета имени Н. И. Лобачевского
91. 5 августа 2000 года, № 1427 — Головко, Виль Васильевич — директор, художественный руководитель коллектива «Круиз»
92. 5 августа 2000 года, № 1439 — Шеховцов, Анатолий Тимофеевич — генеральный директор акционерного общества «Стройдеталь», Владимирская область
93. 8 августа 2000 года, № 1470 — Ткачёв, Алексей Петрович — художник, город Москва
94. 8 августа 2000 года, № 1471 — Субботин, Валерий Иванович — академик, главный научный сотрудник Института прикладной математики Российской академии наук, город Москва
95. 10 августа 2000 года, № 1489 — Андронов, Владислав Анатольевич — главный инженер государственного предприятия «Производственное объединение „Уралвагонзавод“ имени Ф. Э. Дзержинского», Свердловская область
96. 10 августа 2000 года, № 1489 — Диденко, Николай Наумович — глава города Нижний Тагил Свердловской области
97. 12 августа 2000 года, № 1506 — Суриков, Александр Александрович — глава администрации Алтайского края
98. 17 августа 2000 года, № 1517 — Вяткин, Герман Платонович — член-корреспондент Российской академии наук, ректор Южно-Уральского государственного университета, Челябинская область
99. 25 августа 2000 года, № 1568 — Фетисов, Вячеслав Александрович — заслуженный мастер спорта, город Москва
100. 26 августа 2000 года, № 1570 — Торкунов, Анатолий Васильевич — ректор Московского государственного института международных отношений (университета)
101. 26 августа 2000 года, № 1572 — Дмитриев, Иван Петрович — артист Российского государственного театра драмы имени А. С. Пушкина, город Санкт-Петербург
102. 26 августа 2000 года, № 1573 — Зуев, Александр Андреевич — генеральный директор акционерного общества "Новомосковская акционерная компания «Азот», Тульская область
103. 29 августа 2000 года, № 1592 — Петров, Андрей Павлович — композитор, город Санкт-Петербург
104. 9 сентября 2000 года, № 1637 — Лиханов, Альберт Анатольевич — председатель правления Российского детского фонда, город Москва
105. 15 сентября 2000 года, № 1663 — Цопанов, Олег Хаджумарович — главный специалист управления Министерства природных ресурсов Российской Федерации
106. 26 сентября 2000 года, № 1708 — Васильева, Вера Кузьминична — артистка Московского академического театра сатиры
107. 6 октября 2000 года, № 1724 — Попович, Павел Романович — директор Российского института мониторинга земель и экосистем, город Москва
108. 8 октября 2000 года, № 1738 — Ольхина, Нина Алексеевна — артистка Российского государственного академического Большого драматического театра имени Г. А. Товстоногова, город Санкт-Петербург
109. 13 октября 2000 года, № 1749 — Лапшин, Ярополк Леонидович — кинорежиссёр-постановщик Свердловской киностудии
110. 23 октября 2000 года, № 1779 — Лапаури (Стручкова) Раиса Степановна — репетитор балета Государственного академического Большого театра России, город Москва
111. 23 октября 2000 года, № 1784 — Гальянов, Александр Павлович — ректор Мурманского государственного технического университета
112. 24 октября 2000 года, № 1790 — Семёнов, Виктор Тимофеевич — заместитель министра путей сообщения Российской Федерации
113. 11 ноября 2000 года, № 1865 — Вельтищев, Юрий Евгеньевич — академик Российской академии медицинских наук, консультант Московского научно-исследовательского института педиатрии и детской хирургии
114. 11 ноября 2000 года, № 1874 — Гурченко, Людмила Марковна — артистка кино, город Москва
115. 29 ноября 2000 года, № 1949 — Хазанов, Геннадий Викторович — художественный руководитель Московского государственного театра эстрады
116. 4 декабря 2000 года, № 1967 — Луканин, Валентин Николаевич — ректор Московского государственного автомобильно-дорожного института (технического университета)
117. 20 декабря 2000 года, № 2009 — Аросева, Ольга Александровна — артистка Московского академического театра сатиры
118. 23 декабря 2000 года, № 2043 — Ющук, Николай Дмитриевич — проректор Московского государственного медико-стоматологического университета
119. 25 декабря 2000 года, № 2073 — генерал-полковник Аброськин, Николай Павлович — директор Федеральной службы специального строительства Российской Федерации
120. 25 декабря 2000 года, № 2081 — Алиев, Муху Гимбатович — заместитель председателя Комитета по международным делам Совета Федерации Федерального собрания Российской Федерации, председатель Народного собрания Республики Дагестан[2]
121. 25 декабря 2000 года, № 2081 — Паламарчук, Вячеслав Степанович — глава администрации города Кизляра[2]
122. 26 декабря 2000 года, № 2088 — Житний, Борис Григорьевич — заместитель Председателя Правительства Республики Карелия
123. 27 декабря 2000 года, № 2094 — Кириллов, Геннадий Николаевич — генерал-полковник
124. 27 декабря 2000 года, № 2099 — Кудашев, Исхак Яхьинович — генеральный директор акционерного общества «Кудашевское» Базарно-Карабулакского района Саратовской области
125. 27 декабря 2000 года, № 2103 — Овчар, Владимир Герасимович — председатель совета директоров акционерного общества "Машиностроительный завод «ЗиО-Подольск», Московская область
126. 31 декабря 2000 года, № 2113 — Кузнецов, Анатолий Борисович — артист Государственного театра киноактера, город Москва
127. 31 декабря 2000 года, № 2117 — Халеева, Ирина Ивановна — ректор Московского государственного лингвистического университета